# Frederikke Federspiel
Frederikke Jakobine Federspiel (født 25. januar 1839 i Horsens, død 16. juni 1913 i Aalborg) var Danmarks første kvindelige fotograf med uddannelse.
Hun blev født i en borgerlig familie i Horsens, hvor hun voksede op sammen med en søster og fem brødre. Da hun var seks år gammel døde hendes fader, assessor Otto Federspiel, og hendes moder, Marie Christine Hansen, blev modehandlerske. Efter moderens død i 1874 tog hun til Hamborg, hvor hun lærte fotografiets kunst. Hun afsluttede sin læretid i 1876 og blev den første kvinde, der ansøgte om at måtte ernære sig som fotograf. Hun slog sig ned i Aalborg, hvor der i forvejen var to fotografer, hvoraf den ene var den kendte Heinrich Tønnies. På trods af konkurrencen fik hun den næststørste omsætning i byen. Hendes søster Sophie fulgte med og virkede som modehandlerske.
1878 blev Frederikke Federspiel  ramt af sygdom, der kostede hende et otte måneders langt sygeleje, der også omfattede rekreation på Skt. Olufs Bad i Modum, Norge, hvortil hun senere flere gange returnerede. Søsteren helligede sig nu den fælles husholdning indtil sin død i 1906. Somrene tilbragte søstrene i Blokhus, Lønstrup, Løkken og på Fanø.
I 1883 blev Federspiel og en fotograf fra Randers, Nielsine Zehngraf, optaget som nogle af de tidligste kvindelige medlemmer i Dansk Fotografisk Forening, hvor hun to år senere fik anerkendelse for sine frembringelser.
I 1899 fandt Federspiel på at forsyne emaljerede juveler og manchetter med fotografier, hvilket tiltrak sig opmærksomhed på Industriforeningens juleudstilling og skaffede hende kunder i de højeste kredse, ikke mindst prinsesse Alexandra og kejserinde Dagmar. Samme år ansøgte hun om deltagelse i den forestående verdensudstilling i Paris, men fik afslag.
Hun var teknisk nysgerrig og var blandt de første til at skifte fra "våde plader" til "tørre plader", der var en mere smidig og pålidelig teknik. Hun eksperimenterede ligeledes med blitzpulver for at frigøre sig fra afhængigheden af dagslyset, og da elektriciteten nåede Aalborg i 1901, var hun parat med elektrisk atelierbelysning. I begyndelsen af 1900-tallet fik hun agentur på salg af amatørfotografiapparater. I 1909 trak hun sig tilbage, men fotograferede dog stadig med base i sin lejlighed i Danmarksgade.
Hun følte ikke selv, at hun havde opnået, hvad hun ville, men ikke desto mindre karakteriserede Dansk Fotografisk Tidsskrift hende i sin nekrolog over hende i 1913 som "en ualmindelig sympatetisk, hæderlig og energisk Dame, hvis Arbejde har været regnet blandt det bedste".